# Academia de Ciencias Agrícolas de la Unión Soviética

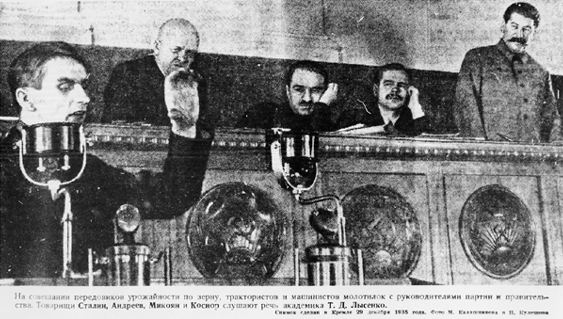
Lysenko hablando en 1935. Detrás de él (de izquierda a derecha): Stanislav Kosior, Anastás Mikoyán, Andréi Andréyev y el líder soviético, Iósif Stalin.

La Academia de Ciencias Agrícolas de la Unión Soviética o Academia Lenin de Ciencias Agrícolas de la Unión Soviética (en ruso: Всесоюзная академия сельскохозяйственных наук имени В. И. Ленина, abreviado VASJNIL, en ruso ВАСХНИЛ), construida bajo el modelo de la Academia de Ciencias de la URSS, incluía un cuerpo de académicos y una vasta red de instituciones de investigación repartidas por todo el país, con miles de investigadores, agricultores y ganaderos.
Funcionó desde 1929 hasta 1992, con la disolución de la Unión Soviética. En las décadas de 1930 y 1940, las reuniones de los miembros de la Academia («sesiones» de VASJNIL) constituían el frente de debate entre lysenkoístas y genetistas. Tras la toma del control de Trofim Lysenko de la Academia, esta se convirtió durante treinta años en el bastión principal del lysenkoísmo. Ello se produjo en la sesión de agosto de 1948, organizada bajo el control del Partido Comunista —Iósif Stalin personalmente corrigió el borrador del discurso de apertura de Lysenko sobre «La situación de las ciencias biológicas»), con motivo de prohibir la enseñanza de la genética «mendelista-weismannista-morganista» (etiqueta peyorativa basada en los nombres de Gregor Mendel, August Weismann, y Thomas Hunt Morgan); censura que estuvo vigente hasta la década de 1960.
El 4 de febrero de 1992, la Academia dejó de existir; la substituyó la Academia Rusa de Ciencias Agrícolas.
| Período   | Presidente        |
| --------- | ----------------- |
| 1929-1935 | Nikolái Vavílov   |
| 1935-1937 | Aleksandr Murálov |
| 1938-1956 | Trofim Lysenko    |
| 1959-1961 | Pável Lobánov     |
| 1961-1962 | Trofim Lysenko    |
| 1962-1965 | Mijaíl Olshanski  |
| 1965-1978 | Pável Lobánov     |
| 1978-1983 | Piotr Vavílov     |
| 1984-1992 | Aleksandr Níkonov |